# Onsbjerg
Onsbjerg es un barrio (en danés, landsby) del municipio de Samsø, en la región de Jutlandia Central (Dinamarca). Tiene una población estimada, a principios de 2022, de 243 habitantes.
Está ubicado en la isla de Samsø, en la bahía de Kattegat, mar Báltico.